# Expedice 41
Expedice 41 byla jednačtyřicátou expedicí na Mezinárodní vesmírnou stanici (ISS). Expedice trvala v období od září do listopadu 2014. Byla šestičlenná, tři členové posádky přešli z Expedice 40, zbývající trojice na ISS přiletěla 26. září 2014 v Sojuzu TMA-14M.
Sojuz TMA-13M a Sojuz TMA-14M expedici sloužily jako záchranné lodě.

## Posádka
| Pozice          | 1. část (září 2014)                | 2. část (září – listopad 2014)             |
| --------------- | ---------------------------------- | ------------------------------------------ |
| Velitel         | Maxim Surajev (2), Roskosmos (CPK) | Maxim Surajev (2), Roskosmos (CPK)         |
| Palubní inženýr |                                    | Alexandr Samokuťajev, (2), Roskosmos (CPK) |
| Palubní inženýr |                                    | Jelena Serovová, (1) Roskosmos (CPK)       |
| Palubní inženýr |                                    | Barry Wilmore, (2) NASA                    |
| Palubní inženýr | Gregory Wiseman (1), NASA          | Gregory Wiseman (1), NASA                  |
| Palubní inženýr | Alexander Gerst (1), ESA           | Alexander Gerst (1), ESA                   |

V závorkách je uveden dosavadní počet letů do vesmíru včetně této mise.
Zdroj pro tabulku: ASTROnote.
Záložní posádka:
- Anton Škaplerov
- Samantha Cristoforettiová
- Terry Virts
- Gennadij Padalka
- Michail Kornijenko
- Scott Kelly

## Průběh expedice
Počátkem října 2014 se dva členové posádky, Wiseman a Gerst, vydali do volného vesmíru (výstup EVA) kvůli potřebné výměně čerpadla.